# Krzysztof Gula
Krzysztof Gula (ur. 1948) – polski koszykarz występujący na pozycji skrzydłowego, reprezentant Polski.

## Osiągnięcia
Klubowe
- Wicemistrz Polski (1976)
- brązowy medal mistrzostw Polski (1972)
- 2-krotny zdobywca Pucharu Polski (1969, 1975)
- Finalista Pucharu Polski (1976)

Reprezentacja
- Uczestnik mistrzostw Europy (1969)